# Friesland College
Het Friesland College was een regionaal opleidingscentrum met vestigingen door de hele provincie Friesland. Per 1 januari 2023 viel de school onder één bestuur met ROC Friese Poort. Per 1 augustus 2023 werd de fusie definitief en gingen beide organisaties samen verder onder de naam Firda.
De school bood opleidingen in het Middelbaar Beroepsonderwijs en volwasseneneducatie. Binnen het Friesland College werden meer dan 200 (beroeps)opleidingen aangeboden.
Aan het Friesland College studeerden per jaar ongeveer 10.000 cursisten, waarvan 7.000 een beroepsopleiding volgden. De school had 1.100 medewerkers, verdeeld over 10 vestigingen.
De MBO-opleidingen zijn verdeeld over de volgende afdelingen:
- Bouw
- CIOS
- Kunstopleidingen
- Handel
- Life Sciences
- D'Drive (Media, Games & IT) (voorheen ICT-lyceum)
- Middelbare hotelschool
- Techno Lyceum
- Toerisme en vrije tijd
- VAVO
- Vervoer en logistiek
- Volwassenenonderwijs
- Zakelijke dienstverlening
- Zorg, service en welzijn

Bekende oud-leerlingen:
- Sander de Rouwe, politicus
- Michel Vlap, voetballer